# June Carter Cash
Valerie June Carter Cash (Maces Spring, 23 giugno 1929 – Nashville, 15 maggio 2003) è stata una cantautrice, musicista e attrice statunitense.
Sposata per trentacinque anni con il cantante Johnny Cash (con il quale si era unita in matrimonio nel 1968), è stata a sua volta una star della musica country. La sua famiglia di origine - nome storico della musica Country and Western e del bluegrass - è conosciuta con l'appellativo di The Carter Family. La sua morte, all'età di 73 anni, è avvenuta quattro mesi prima di quella del marito, a seguito di complicazioni sopraggiunte durante la sostituzione di una valvola cardiaca. È sepolta al Jardines Hendersonville Memory di Hendersonville (Tennessee), accanto al marito Johnny Cash.
L'ultimo riconoscimento attribuito a June Carter - sigillo di una lunga e fortunata carriera artistica - è stato, nel 1999, il premio Grammy per l'album Press On. Wildwood Flower, il disco inciso poco prima della morte, è stato pubblicato postumo e premiato anch'esso con due premi Grammy. Contiene estratti del film girato durante le sessioni di registrazione al quartier generale della The Carter Family ad Hiltons (Virginia).

## Biografia

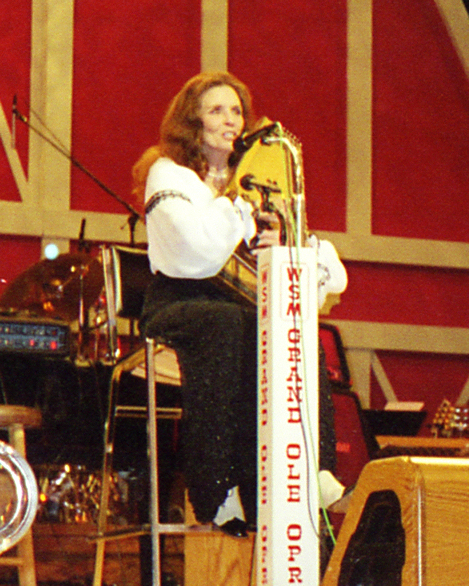
June Carter sul palco del Grand Ole Opry di Nashville nel 1999

Artista precoce, figlia di Maybelle Carter (anch'essa cantante) nata nella piccola comunità di Maces Springs negli Appalachi, nel marzo del 1943, incoraggiata dal padre Ezra, June formò assieme alla madre e alle sorelle Helen e Anita - con cui si esibiva saltuariamente già dal 1939 - il gruppo Mother Maybelle & the Carter Sisters. All'interno del gruppo - sistematicamente attivo dal giugno di quell'anno sulla stazione radiofonica WRNL di Richmond in Virginia - l'ancora adolescente cantante si distingue per la sua spiccata verve comico-recitativa (un clown dal talento naturale, come non se ne sono mai visti, si dirà di lei).
Nel 1950 la Carter Family approda nel gruppo Opry che a Nashville - patria del Bluegrass - dà vita ad uno show settimanale radiotramesso al sabato sera e destinato a entrare nella storia della musica country, il Grand Ole Opry. In questo ambito, June Carter ha modo di conoscere artisti come Faron Young, Webb Pierce, Hank Williams ed Elvis Presley (che tra l'altro era loro lontano parente) nonché Johnny Cash.
Il primo riconoscimento ufficiale, June Carter lo ottenne nel 1967 esibendosi in coppia con il marito: fu il primo premio Grammy per la categoria Best Country & Western Performance, Duet, Trio Or Group (vocal or instrumental), per la canzone Jackson. Tre anni dopo, nel 1970, vinceranno nuovamente il Grammy per la medesima categoria con il brano If I Were a Carpenter.

## Carriera
June Carter Cash è conosciuta principalmente come cantante e autrice di canzoni, ma è stata anche scrittrice, attrice, filantropa ed attivista umanitaria. La sua attività nel cinema è ricordata soprattutto per il ruolo di mrs. "Momma" Dewey nel film del 1997 di Robert Duvall L'apostolo, e per quello di sister Ruth nella serie televisiva La signora del West (Dr. Quinn, Medicine Woman) episodi 2x05-3x09-5x16 fra il 1993 e il 1997.
Come cantante ha avuto una carriera articolata, ovvero sia come cantante solista sia come parte di un gruppo vocale e strumentale, dapprima con esponenti della sua famiglia - la sopracitata Carter Family - e poi al fianco del marito Johnny Cash. Come solista la sua carriera ha avuto inizio negli anni cinquanta (Jukebox Blues fu uno dei suoi primi successi, seguito da decine e decine di incisioni di hit di genere Country and Western).

## Vita privata
Carter si sposò tre volte: una prima volta, il 9 luglio 1952 con il cantante di honky-tonk Carl Smith, da cui divorzierà nel 1956 (dal matrimonio nel 1955 nacque Rebecca Carlen Smith, poi anch'essa cantante country con il nome di Carlene Carter); l'11 novembre del 1957 con il camionista Edwin "Rip" Nix (dalla cui unione nasce nel 1958 Rozanna - Rosie Nix Adams - prima che la coppia giunga al divorzio nel 1966). Ed infine con Johnny Cash, nel 1968.
La relazione con il cantante, in effetti, si trascinava dalla metà degli anni cinquanta ed era stata rafforzata dalle difficoltà in cui il cantante si era trovato a dibattersi per l'uso reiterato di sostanze stupefacenti ed alcool. Dal terzo matrimonio è nato John Carter Cash, anch'egli cantante e produttore cinematografico.

## Quando l'amore brucia l'anima
Parte della sua vita al fianco di Johnny Cash è raccontata nel film biopic del 2005 Quando l'amore brucia l'anima - Walk the Line, prodotto dal figlio John Carter Cash ed interpretato da Reese Witherspoon e Joaquin Phoenix nella parte del cantante country. Da notare che la Witherspoon ha dato, nel film, la propria voce alle sequenze in cui venivano eseguite le canzoni di June Carter, esibendosi in duo con Phoenix sia pure limitatamente al brano Jackson che segna uno dei momenti cruciali del film.
Il film - tre Golden Globe e premio Oscar alla miglior attrice per Witherspoon - si sofferma in particolare sulla parte iniziale della collaborazione artistica e del love affair fra Carter, reduce da due matrimoni falliti, e Cash, dal loro primo incontro sul palcoscenico del Grand Ole Opry di Nashville alla proposta di matrimonio avanzata da Cash (che nel frattempo aveva divorziato dalla prima moglie Vivian Liberto) nel backstage di un concerto nella città di London della provincia dell'Ontario (Canada).

## Principali successi
Questi i brani di maggiore successo di June Carter Cash, molti dei quali eseguiti in concerto in coppia con Johnny Cash:
- Gatsby's Restaurant
- I Love You Sweetheart
- Jackson
- Juke-box Blues
- Keep On the Sunny Side
- Losin' You
- Once Before I Die
- Ring of Fire
- Tall Lover Man
- Wings Of Angels
- Cry, Cry, Cry
- It Ain't Me Babe (cover da Bob Dylan)
- Wildwood Flower